# Savannah (film)
Savannah è un film del 2013 scritto e diretto da Annette Haywood-Carter, con protagonista Jim Caviezel.
La pellicola è la trasposizione cinematografica della biografia Ward Allen: Savannah River Market Hunter, scritta da John Eugene Cay Jr..

## Trama
Savannah, Georgia, inizi del XX secolo. Ward Allen è una persona dal carattere romantico e pomposo. Rifiuta la sua eredità e la vita agiata per poter vivere liberamente lungo il fiume che scorre nei terreni della sua famiglia. Insieme all'amico Christmas Moultrie, uno schiavo liberato, insegue il sogno di una vita libera immersa nella natura. Ward dovrà combattere chi gli vieta tutto ciò, e grazie al suo carisma, conquisterà il cuore di una nobildonna, il cui padre gli vieta il matrimonio.

## Produzione
Le riprese del film sono iniziate il 14 febbraio 2011 e si svolgono nella città di Savannah, nello stato della Georgia.

## Distribuzione
Il primo trailer del film viene diffuso online il 16 luglio 2013.
La pellicola è stata distribuita nelle sale cinematografiche statunitensi a partire dal 23 agosto 2013.